# Числа трибоначчі
Послідовність Трибоначчі — це нескінченна послідовність невід'ємних цілих чисел, перші три елементи якої — це нуль і дві одиниці. Сума трьох попередніх чисел визначає наступне число:
{\displaystyle {\begin{aligned}T_{0}&=0,\quad T_{1}=T_{2}=1,\\T_{n}&=T_{n-1}+T_{n-2}+T_{n-3}.\end{aligned}}}
Числа в цій послідовності називаються числами Трибоначчі.
Свою назву ця послідовність отримала як аналог послідовності Фібоначчі, лише для отримання члена цієї послідовності додаються не два, а три попередніх числа.
Перші числа Трибоначчі:
{\displaystyle 0,\ 1,\ 1,\ 2,\ 4,\ 7,\ 13,\ 24,\ 44,\ 81,\ 149,\ 274,\ 504,\ 927,\dots }

## Означення
Послідовність Трибоначчі {\displaystyle T_{0},\ T_{1},\ T_{2},\dots } визначається рекурентним співвідношенням:
{\displaystyle T_{n}=T_{n-1}+T_{n-2}+T_{n-3}} 
для 
{\displaystyle n\geq 3,}
з початковими значеннями:
{\displaystyle T_{0}=0,\quad T_{1}=T_{2}=1.}
Іншими словами:
- перші три числа — це один раз нуль та двічі одиниця;
- кожне наступне число є сумою трьох попередніх у послідовності.

З вимоги, що рекурсія
{\displaystyle T_{n}=T_{n-1}+T_{n-2}+T_{n-3}}
застосовується також до {\displaystyle n\leq 2}, випливає продовження для від'ємних індексів:
{\displaystyle {\begin{aligned}T_{-1}=0,\quad T_{-2}=1,\quad T_{-3}=-1,\quad T_{-4}=0,\quad T_{-5}=2,\quad T_{-6}=-3,\quad T_{-7}=1,\quad T_{-8}=4,\quad T_{-9}=-8,\quad T_{-10}=5.\end{aligned}}}
Таким чином, послідовність у лівому напрямку:
{\displaystyle 5,\ -8,\ 4,\ 1,\ -3,\ 2,\ 0,\ -1,\ 1,\ 0,\ 0,\ 1,\ 1,\ 2,\ 4,\ 7,\ 13,\dots }
Ця послідовність може бути узагальнена на комплексні числа, проскінченні цілі числа, векторні простори тощо.

## Матриця та константа
Послідовність Трибоначчі може бути згенерована такою матрицею:
{\displaystyle M={\begin{pmatrix}1&1&1\\1&0&0\\0&1&0\end{pmatrix}}.}
За допомогою піднесення цієї матриці  до степеня цілого числа отримують числа Трибоначчі в першому та третьому стовпцях:
{\displaystyle M^{n}={\begin{pmatrix}1&1&1\\1&0&0\\0&1&0\end{pmatrix}}^{n}={\begin{pmatrix}T_{n+1}&T_{n}+T_{n-1}&T_{n}\\T_{n}&T_{n-1}+T_{n-2}&T_{n-1}\\T_{n-1}&T_{n-2}+T_{n-3}&T_{n-2}\end{pmatrix}}.}
Границя відношення сусідніх членів послідовності {\displaystyle T_{n}} і {\displaystyle T_{n+1}} визначає константу Трибоччі:
{\displaystyle \lim _{n\to \infty }{\frac {T_{n+1}}{T_{n}}}=T_{\text{TRI}}={\frac {1}{3}}{\sqrt[{3}]{19+3{\sqrt {33}}}}+{\frac {1}{3}}{\sqrt[{3}]{19-3{\sqrt {33}}}}+{\frac {1}{3}}\approx 1{,}8392867552.}
Ця константа також є дійсним власним значенням матриці {\displaystyle M}, а також розв’язком такого  кубічного рівняння:
{\displaystyle {\begin{aligned}&x^{3}-x^{2}-x-1=0,\\&x_{\text{дійсне}}=T_{\text{TRI}}.\end{aligned}}}
Цей розв'язок можна також отримати за допомогою формул Кардано.
Рівняння для  оберненої сталої Трибоначчі отримується за допомогою заміни {\displaystyle y=x^{-1}} і має такий вигляд:
{\displaystyle {\begin{aligned}&y^{3}+y^{2}+y-1=0,\\&y_{\text{дійсне}}={\frac {1}{T_{\text{TRI}}}}={\frac {1}{3}}{\sqrt[{3}]{3{\sqrt {33}}+17}}-{\frac {1}{3}}{\sqrt[{3}]{3{\sqrt {33}}-17}}-{\frac {1}{3}}\approx 0{,}5436890127.\end{aligned}}}

## Явна формула
Число Трибоначчі {\displaystyle T_{n}} можна обчислити за такою явною формулою за допомогою округлення до найближчого цілого числа:
{\displaystyle T_{n+1}=\left\lfloor {\frac {3\cdot \left({\frac {1}{3}}{\sqrt[{3}]{19+3{\sqrt {33}}}}+{\frac {1}{3}}{\sqrt[{3}]{19-3{\sqrt {33}}}}+{\frac {1}{3}}\right)^{n}{\sqrt[{3}]{586+102{\sqrt {33}}}}}{\left({\sqrt[{3}]{586+102{\sqrt {33}}}}\right)^{2}+4-2{\sqrt[{3}]{586+102{\sqrt {33}}}}}}\right\rceil .}

## Зовнішні лінки
- Yüksel Soykan: Matrix Sequences of Tribonacci and Tribonacci-Lucas Numbers
- brilliant.org
- Tribonacci Numbers
- Yüksel Soykan: Tribonacci and Tribonacci-Lucas Sedenions MDPI
- Nurettin Irmak, Murat Alp: Tribonacci numbers with indices in arithmetic progression and their sums Miskolc Mathematical Notes, Vol. 14, 2013, Nr. 1, S. 5–133